# ディケーター郡 (カンザス州)
ディケーター郡（英: Decatur County）は、アメリカ合衆国カンザス州の北西部に位置する郡である。2010年国勢調査での人口は2,961人であり、2000年の3,472人から14.7%減少した。郡庁所在地はオバーリン市（人口1,788人）であり、同郡で人口最大の都市でもある。郡名は米英戦争の英雄で海軍代将を務めたスティーヴン・ディケーターに因んで名付けられた。

## 歴史
ディケーター郡は1873年3月20日に設立され、1879年12月15日に組織化された。郡名はバーバリ戦争と米英戦争で従軍したアメリカ海軍のヒーローであるスティーヴン・ディケーター代将因んで名付けられた。郡庁所在地のオバーリン市はカンザス州におけるインディアン（特に北部シャイアン族）の最後の襲撃があった場所である。

## 法と政府
1986年にカンザス州憲法が修正されたが、ディケーター郡は2002年までアルコールを禁じる、すなわち「ドライ」の郡のままだった。この年、住民は投票で個人が嗜むアルコール飲料の販売を承認した。ただし、食料販売量の30%までという制限が付いた。

## 地理
アメリカ合衆国国勢調査局に拠れば、郡域全面積は894.18平方マイル (2,315.9 km2)であり、このうち陸地は893.55平方マイル (2,314.3 km2)、水域は0.63平方マイル (1.6 km2)で水域率は0.07%である。

### 隣接する郡
- レッドウィロー郡 (ネブラスカ州) - 北
- ファーナス郡 (ネブラスカ州) - 北東
- ノートン郡 - 東
- グラハム郡 - 南東
- シェリダン郡 - 南
- トーマス郡 - 南西
- ローリンズ郡 - 西
- ヒッチコック郡 (ネブラスカ州) - 北西

## 人口動態

人口ピラミッド

以下は2000年の国勢調査による人口統計データである。
| 基礎データ - 人口: 3,472人 - 世帯数: 1,494 世帯 - 家族数: 981 家族 - 人口密度: 2人/km2（4人/mi2） - 住居数: 1,821軒 - 住居密度: 1軒/km2（2軒/mi2） 人種別人口構成 - 白人: 97.87% - アフリカン・アメリカン: 0.52% - ネイティブ・アメリカン: 0.09% - アジア人: 0.14% - 太平洋諸島系: 0.12% - その他の人種: 0.37% - 混血: 0.89% - ヒスパニック・ラテン系: 0.98% 年齢別人口構成 - 18歳未満: 23.6% - 18-24歳: 4.7% - 25-44歳: 22.9% - 45-64歳: 22.6% - 65歳以上: 26.2% - 年齢の中央値: 44歳 - 性比（女性100人あたり男性の人口） - 総人口: 97.5 - 18歳以上: 91.4 | 世帯と家族（対世帯数） - 18歳未満の子供がいる: 25.8% - 結婚・同居している夫婦: 57.0% - 未婚・離婚・死別女性が世帯主: 5.6% - 非家族世帯: 34.3% - 単身世帯: 32.8% - 65歳以上の老人1人暮らし: 17.5% - 平均構成人数 - 世帯: 2.24人 - 家族: 2.83人 収入と家計 - 収入の中央値 - 世帯: 30,257米ドル - 家族: 34,982米ドル - 性別 - 男性: 25,139米ドル - 女性: 17,368米ドル - 人口1人あたり収入: 16,348米ドル - 貧困線以下 - 対人口: 11.6% - 対家族数: 8.0% - 18歳未満: 17.2% - 65歳以上: 6.3% |

## 都市と町

### 法人化された都市
都市名の後の数字は2010年国勢調査での人口を示す。
- オバーリン, 1,788 - 郡庁所在地
- ノーケーター, 151
- ジェニングス, 96
- クレイトン, 59
- ドレスデン, 41

### その他の町
- アリソン
- シーダーブラフス
- カノナ
- レオビル
- ライル
- トレア

### 郡区
ディケーター郡は25の郡区に分けられている。オバーリン市が「政治的に独立」と見なされ、下表の郡区の数字からは外されている。下表で「人口中心」は最大都市であり、特に大きな数字でなければ、郡区の人口に含まれるものである。
| 郡区 | FIPSコード | 人口中心 | 人口 | 人口密度 /km2 (/sq mi) | 陸地面積 km2 (sq mi) | 水域 km2 (sq mi) | 水域率(%) | 座標                                                                |
| --- | ---------- | -------- | ---- | ---------------------- | -------------------- | ---------------- | --------- | ------------------------------------------------------------------- |
| アリソン                                                                                                | 01300      |          | 39   | 0 (1)                  | 93 (36)              | 0 (0)            | 0.01%     | 北緯39度35分36秒 西経100度12分24秒 / 北緯39.59333度 西経100.20667度 |
| アルトロイ                                                                                              | 01650      |          | 16   | 0 (0)                  | 93 (36)              | 0 (0)            | 0 %       | 北緯39度47分22秒 西経100度21分15秒 / 北緯39.78944度 西経100.35417度 |
| バセットビル                                                                                            | 04475      |          | 26   | 0 (1)                  | 93 (36)              | 0 (0)            | 0 %       | 北緯39度41分12秒 西経100度40分38秒 / 北緯39.68667度 西経100.67722度 |
| ビーバー                                                                                                | 05050      |          | 86   | 1 (2)                  | 92 (36)              | 0 (0)            | 0.11%     | 北緯39度58分42秒 西経100度34分2秒 / 北緯39.97833度 西経100.56722度  |
| センター                                                                                                | 11650      |          | 60   | 1 (2)                  | 93 (36)              | 0 (0)            | 0.03%     | 北緯39度47分5秒 西経100度27分38秒 / 北緯39.78472度 西経100.46056度  |
| クック                                                                                                  | 15375      |          | 44   | 0 (1)                  | 93 (36)              | 0 (0)            | 0.08%     | 北緯39度36分16秒 西経100度40分32秒 / 北緯39.60444度 西経100.67556度 |
| カスター                                                                                                | 16850      |          | 27   | 0 (1)                  | 93 (36)              | 0 (0)            | 0.04%     | 北緯39度41分17秒 西経100度26分59秒 / 北緯39.68806度 西経100.44972度 |
| ドレスデン                                                                                              | 18625      |          | 141  | 2 (4)                  | 92 (36)              | 0 (0)            | 0.01%     | 北緯39度36分39秒 西経100度27分5秒 / 北緯39.61083度 西経100.45139度  |
| フィンリー                                                                                              | 23425      |          | 39   | 0 (1)                  | 93 (36)              | 0 (0)            | 0 %       | 北緯39度57分42秒 西経100度41分20秒 / 北緯39.96167度 西経100.68889度 |
| ガーフィールド                                                                                          | 25525      |          | 41   | 0 (1)                  | 92 (36)              | 0 (0)            | 0 %       | 北緯39度46分38秒 西経100度14分44秒 / 北緯39.77722度 西経100.24556度 |
| グラント                                                                                                | 27600      |          | 31   | 0 (1)                  | 92 (36)              | 0 (0)            | 0.07%     | 北緯39度57分36秒 西経100度14分11秒 / 北緯39.96000度 西経100.23639度 |
| ハーラン                                                                                                | 30050      |          | 51   | 1 (1)                  | 92 (36)              | 0 (0)            | 0.05%     | 北緯39度56分50秒 西経100度20分56秒 / 北緯39.94722度 西経100.34889度 |
| ジェニングス                                                                                            | 35400      |          | 173  | 2 (5)                  | 93 (36)              | 0 (0)            | 0.34%     | 北緯39度40分35秒 西経100度18分56秒 / 北緯39.67639度 西経100.31556度 |
| リバティ                                                                                                | 39975      |          | 48   | 1 (1)                  | 91 (35)              | 0 (0)            | 0.03%     | 北緯39度53分2秒 西経100度33分31秒 / 北緯39.88389度 西経100.55861度  |
| リンカーン                                                                                              | 40600      |          | 203  | 2 (6)                  | 92 (36)              | 0 (0)            | 0.02%     | 北緯39度50分58秒 西経100度12分21秒 / 北緯39.84944度 西経100.20583度 |
| ローガン                                                                                                | 41825      |          | 52   | 1 (1)                  | 93 (36)              | 0 (0)            | 0 %       | 北緯39度52分38秒 西経100度42分42秒 / 北緯39.87722度 西経100.71167度 |
| ライアン                                                                                                | 43450      |          | 24   | 0 (1)                  | 93 (36)              | 0 (0)            | 0 %       | 北緯39度36分52秒 西経100度21分8秒 / 北緯39.61444度 西経100.35222度  |
| オバーリン                                                                                              | 52025      |          | 91   | 1 (3)                  | 89 (34)              | 0 (0)            | 0.08%     | 北緯39度47分32秒 西経100度34分20秒 / 北緯39.79222度 西経100.57222度 |
| オリーブ                                                                                                | 52675      |          | 68   | 1 (2)                  | 92 (35)              | 1 (0)            | 0.65%     | 北緯39度51分43秒 西経100度28分18秒 / 北緯39.86194度 西経100.47167度 |
| プレザントバレー                                                                                        | 56525      |          | 46   | 0 (1)                  | 93 (36)              | 0 (0)            | 0.05%     | 北緯39度41分53秒 西経100度13分59秒 / 北緯39.69806度 西経100.23306度 |
| プレーリードッグ                                                                                        | 57475      |          | 50   | 1 (1)                  | 93 (36)              | 0 (0)            | 0.01%     | 北緯39度36分33秒 西経100度33分49秒 / 北緯39.60917度 西経100.56361度 |
| ルーズベルト                                                                                            | 61025      |          | 32   | 0 (1)                  | 93 (36)              | 0 (0)            | 0.07%     | 北緯39度53分1秒 西経100度21分43秒 / 北緯39.88361度 西経100.36194度  |
| サッパ                                                                                                  | 63050      |          | 43   | 0 (1)                  | 93 (36)              | 0 (0)            | 0.04%     | 北緯39度45分57秒 西経100度41分48秒 / 北緯39.76583度 西経100.69667度 |
| シャーマン                                                                                              | 64900      |          | 25   | 0 (1)                  | 92 (36)              | 0 (0)            | 0.01%     | 北緯39度57分5秒 西経100度28分7秒 / 北緯39.95139度 西経100.46861度   |
| サミット                                                                                                | 69075      |          | 22   | 0 (1)                  | 93 (36)              | 0 (0)            | 0.09%     | 北緯39度41分27秒 西経100度34分37秒 / 北緯39.69083度 西経100.57694度 |
| Sources: “Census 2000 U.S. Gazetteer Files”. U.S. Census Bureau, Geography Division. 2012年4月1日閲覧。 |            |          |      |                        |                      |                  |           |                                                                     |

## 教育

### 統一教育学区
- オバーリン USD 294
- プレーリーハイツ USD 295、2006年7月1日にオバーリン教育学区に吸収され解消